# IC 2317
IC 2317 је појединачна звијезда у сазвјежђу Рак која се налази на листи објеката дубоког неба у Индекс каталогу.
Деклинација објекта је + 18° 50' 40" а ректасцензија 8h 21m 21,6s.